# Alfredo Casella
Alfredo Casella (25. července 1883 Turín – 5. března 1947 Řím) byl italský hudební skladatel, klavírista a dirigent.

## Život
Casella se narodil v Turíně jako syn Marie (rozené Uordinové) a Carla Casellových. V jeho rodině bylo mnoho hudebníků: jeho dědeček, přítel Paganiniho, byl prvním violoncellistou v Divadle San Carlo v Lisabonu a nakonec se stal sólistou v Královské kapli v Turíně. Alfredův otec Carlo byl také profesionální violoncellista, stejně jako Carlovi bratři Cesare a Gioacchino; jeho matka byla klavíristka a dávala chlapci první hudební lekce.
V roce 1896 nastoupil na Conservatoire de Paris. Studoval klavír pod vedením Louise Diémera a kompozici u Gabriela Faurého; jeho spolužáky tam byli i George Enescu a Maurice Ravel. Během pařížského období se spřátelil s osobnostmi jako byli Claude Debussy, Igor Stravinskij a Manuel de Falla. V kontaktu byl také s Ferrucciem Busonim, Gustavem Mahlerem a Richardem Straussem.
Casella získal hluboký obdiv k Debussymu po vyslechnutí jeho preludia Faunovo odpoledne v roce 1898, ale více se tehdy skladatelsky inspiroval romantismem (Strausse a Mahlera) než impresionismem. Jeho první symfonie z roku 1905 je z této doby, a právě s ní Casella debutoval jako dirigent, když řídil její premiéru v Monte Carlu v roce 1908.
Zpátky v Itálii během světové války začal Casella učit klavír na Accademia Nazionale di Santa Cecilia v Římě. Od roku 1927 do roku 1929 byl hlavním dirigentem orchestru Boston Pops, kde po něm nastoupil Arthur Fiedler. Casella byl jedním z nejznámějších italských klavírních virtuosů své generace a spolu s Arturem Bonuccim (violoncello) a Albertem Poltronierim (housle) založili v roce 1930 Trio Italiano. Trio vystupovalo s velkým úspěchem v Evropě a v Americe. Jeho pozice klavíristy a jeho práce v triu stála u vzniku některých z jeho nejznámějších skladeb včetně A Notte Alta, Sonatiny, Nove Pezzi a Šesti studií op. 70 pro klavír. Pro turné svého tria napsal Sonatu a Tre a Trojkoncert.
Casella měl největší úspěch s baletem La Giara na scénáře Luigiho Pirandella; k dalšími významnými díly jsou Italia, Concerto Romano (inspirován Wanamakerovými varhanami), Partita a Scarlattiana pro klavír a orchestr, houslový a cellový koncert, Paganiniana a Koncert pro klavír, smyčce, tympány a bicí. Z jeho komorních děl se hrávají obě violoncellové sonáty, nádherná pozdní harfová sonáta a hudba pro flétnu a klavír. Casella také živě nahrál klavírní skladby na válečky systému Aeolian Duo-Art, které se dochovaly a dají se přehrát. V roce 1923 spolu s Gabrielem D'Annunziem a Gianem Francescem Malipierem z Benátek založili sdružení na podporu moderní italské hudby, Společnost pro novou hudbu.
Vzkříšení díla Antonia Vivaldiho ve 20. století nastalo především díky Casellovu úsilí. Ten v roce 1939 zorganizoval nyní historický Vivaldiovský týden, do něhož se zapojil i básník Ezra Pound. Od té doby Vivaldiho skladby zažily téměř univerzální úspěch a příchod historicky poučené interpretace jen posílil jejich postavení. V roce 1947 benátský obchodník Antonio Fanna založil Istituto Italiano Antonio Vivaldi, jehož uměleckým ředitelem se stal skladatel Malipiero. Cílem tohoto ústavu byla podpora Vivaldiho hudby a práce na nové edici jeho děl. Casellova práce ve prospěch jeho italských barokních hudebních předchůdců ho na počátku 20. století uvedla do centra obrození staré hudby a hluboce ovlivnila jeho vlastní skladby. Jeho vydání klavírních děl Johanna Sebastiana Bacha, Ludwiga van Beethovena i mnoha dalších skladatelů měla velký vliv na hudební vkus a interpretaci hudby italských hudebníků následujících generací.
Obvykle se generazione dell'ottanta, generace 80. let (19. století), včetně Caselly samotného, Malipiera, Respighiho, Pizzettiho a Alfana — tedy autorů narozených kolem roku 1880, post-pucciniovské generace — soustředila na psaní instrumentálních skladeb spíše než oper, na které se specializovali Puccini a jeho hudební předchůdci. Příslušníci této generace dominovali italské hudbě po Pucciniho smrti v roce 1924; měli své protějšky i v italské literatuře a malbě. Casella, který byl zvlášť vášnivým milovníkem výtvarného umění, shromáždil významnou sbírku obrazů a soch. Byl snad nejvíce "mezinárodním" členem generazione dell'ottanta co do rozhledu a stylových vlivů, a to přinejmenším zčásti díky svému hudebnímu vzdělání v Paříži a díky okruhu, ve kterém tam žil a pracoval. Zemřel v Římě.
Casellovými studenty byli Clotilde Coulombeová, Stefan Bardas, Maria Curciová, Francesco Mander, Branka Musulinová, Maurice Ohana, Robin Orr, Primož Ramovš, Nino Rota, Maria Tipo, Gaetano Giuffrè, Camillo Togni a Bruna Monestiroliová.
V Paříži se v roce 1921 oženil s Yvonne Müllerovou (1892 Paříž – 1977 Řím). Jejich vnučkou je herečka Daria Nicolodiová a jejich pravnučkou herečka Asia Argentová.